# 曲聖凝
曲圣凝，字律空。山東宁海州（現烟台市牟平区）人。清朝政治人物。

## 生平
順治二年（1645年）舉乙酉科山東鄉試，順治三年（1646年）聯登丙戌科進士。历任湖北确山县、香河县、汉阳县知县。